# Česká Bělá
Česká Bělá település Csehországban, a Havlíčkův Brod-i járásban. Česká Bělá Žižkovo Pole, Oudoleň, Jitkov, Krátká Ves, Havlíčkův Brod, Chotěboř és Havlíčkova Borová településekkel határos. Lakosainak száma 1118 fő (2024. január 1.).

## Népesség
A település lakosságának változását az alábbi diagram mutatja:
| Lakosok száma | 1370 | 1317 | 1312 | 985  | 934  | 921  | 1034 | 1057 | 1083 | 1118 |
|               | 1869 | 1890 | 1921 | 1950 | 1980 | 2001 | 2017 | 2019 | 2022 | 2024 |